# De Kerchove d'Ousselghem
De Kerchove d'Ousselghem is een adellijke en notabele familie die behoorde tot de uitgebreide familie de Kerchove, die voornamelijk in Gent en elders in Oost-Vlaanderen leefde.

## Geschiedenis
Jan-Baptist de Kerchove was de eerste om in 1640 een riddertitel te ontvangen, wat hem door koning Filips IV van Spanje werd toegekend. 
Zijn kleinzoon, Jan-Frans de Kerchove (1672-1783), heer van Etichove, trouwde met Anna Lanchals (1669-1735). Ze was barones van Exaerde, vrouwe van Denterghem en van Ousselghem, en ze bracht als laatste van haar geslacht deze titels binnen in de familie de Kerchove. Het echtpaar had drie zoons, die elk een van die titels kregen en aldus aan het begin stonden van drie familietakken: de Kerchove d'Exaerde, de Kerchove de Denterghem en de Kerchove d'Ousselghem. Na de afschaffing van de adel in 1795, werd door een aantal leden de draad van de adellijke status vanaf 1816 weer opgenomen. 

## De tak Ousselghem
Aan de jongste van de drie zoons de Kerchove, Gerard de Kerchove (1709-1763) werd de heerlijkheid Ousselghem toegewezen. Hij trouwde in 1736 met Marie della Faille (1701-1767), vrouw van Ter Elst. Twee kinderen zorgden voor opvolging.
- Emmanuel de Kerchove (1739-1815) trouwde in 1763 met Marie-Françoise de Heems (1736-1793). Hij was de laatste heer van Ousselghem onder het ancien régime en overleed net te vroeg om de adellijke status opnieuw te kunnen aanvragen.
  - Emmanuel Marie Colette de Kerchove d'Ousselghem (Gent, 4 januari 1767 - 10 augustus 1854) trouwde in 1800 met Marie-Angelique Piers (1778-1855), dochter van Augustin Piers de Raveschoot en Marie-Jossine de Neve. In 1817 werd hij erkend in de erfelijke adel en benoemd in de Ridderschap van de provincie Oost-Vlaanderen. Ze kregen acht kinderen: 4 dochters van wie er drie vleiende huwelijken aangingen in de Gentse adel (d'Hane de Steenhuyse, de Lichtervelde, della Faille) en vier zoons van wie er twee nageslacht hadden.
    - Gustave-Philippe de Kerchove d'Ousselghem (Gent, 21 september 1803 - 13 mei 1881) werd burgemeester van Vosselaere. Hij trouwde in 1843 met Clémentine du Bois dit van den Bossche d'Herdersem (1808-1901).
      - Arnold de Kerchove d'Ousselghem (1844-1919) was eveneens burgemeester van Vosselaere en werd provincieraadslid voor Oost-Vlaanderen. Hij trouwde met Marie-Victorine de Neve de Roden (1847-1943), dochter van Victor de Neve de Roden, burgemeester van Waasmunster. Het echtpaar bleef kinderloos.

    - Jules de Kerchove d'Ousselghem (Gent, 17 februari 1811 - 6 oktober 1857) trouwde met Virginie de Clerque Wissocq (1819-1894).
      - Irma de Kerchove d'Ousselghem (1844-1934) trouwde met baron Eugène de Kerchove d'Exaerde
      - Edgard de Kerchove d'Ousselghem (1846-1926) trouwde met Lucie de Kerchove (1842-1880) en vervolgens met Pharaïlde de Pret Roose de Calesberg (1850-1933), weduwe van Paul-Emile de Kerchove, met afstammelingen tot heden. Hij was senator en burgemeester van Landegem.
        - Gaston de Kerchove d'Ousselghem (Bellem, 17 oktober 1871 - Loppem, 10 januari 1943) trouwde met Germaine de Pret Roose de Calesberg (1882-1907)
          - Arnold de Kerchove d'Ousselghem (Loppem, 18 augustus 1906 - Parijs, 14 juni 1979) trouwde met Marie-Madeleine Ruzette (1905-1984).
            - Denis de Kerchove d'Ousselghem (°1931) trouwde met Bernadette de Sadeleer (°1930).
              - Gilles de Kerchove d'Ousselghem (Ukkel, 3 oktober 1956) trouwde met Anne del Marmol (°1956). Hij is EU-coördinator voor terrorismebestrijding.

- Jerôme de Kerchove (1743-1818), tweede zoon van Gerard de Kerchove, was tijdens het ancien régime de laatste heer van Ter Elst, heerlijkheid geërfd van zijn moeder. 
  - Charles de Kerchove (1766-1849), in 1805 getrouwd met Jeanne de Kerchove d'Ousselghem (1777-1848), werd na 1816 niet opnieuw in de adelstand opgenomen. Zijn oudste zoon, Emmanuel de Kerchove (1808-1873), evenmin, maar de tweede zoon wel.
    - Henri de Kerchove (1810-1885) verliet de namen d'Ousselghem en Ter Elst en is terug te vinden, evenals zijn afstammelingen, onder de tak de Kerchove d'Exaerde. Hij werd in 1884 in de erfelijke adel erkend. Zijn zoons, terug te vinden onder de d'Exaerdes, zorgden voor een talrijk nageslacht tot heden.

  - François de Kerchove (Ter Elst) (1774-1847), getrouwd met Rosalie van Pottelsberghe (1778-1848) vroeg evenmin de erkenning van adellijke stand aan, net als drie van zijn zoons, van wie pas kinderen de adellijke status opnieuw opnamen. 
    - Constant de Kerchove (Lede, 7 september 1812 - Gent 22 maart 1900) was de enige onder de zoons van François die erkenning van erfelijke adel verkreeg, maar ook hij verliet de namen d'Ousselghem en Ter Elst om de naam d'Exaerde aan te nemen.